# سمراء الأطلس
سمراء الأطلس (بالفرنسية: Brune de l'Atlas)‏ هو سلالة من الماشية نشأت في شمال إفريقيا.

## الأصل
ينتمي إلى فرع السلالات المتواضعة وقصيرة القرون في شمال إفريقيا، ولكن يبدو أن الفرع الغربي (المغرب والجزائر) المسمى شقراء والماس زعير قد خضع للتهجين مع أبقار نداما. كما أنه يحمل أسماء مثل شقراء الهضاب وشورتهورن الليبي.

## الوصف
ترتدي فراءً متغيرًا، يتراوح من البني المحمر إلى الرمادي. الذكر أكثر قتامة. تزن الأبقار ما بين 250 و 300 كلغ، والثيران من 350 إلى 400 كلغ.

## القدرات
لها دور مهم للغاية في زراعة الكفاف. حيث تُوفّر الحليب، وتسحب العربة وتحرث، وتعطي عجلها ولحمها وجلدها. في ليبيا، يبلغ متوسط إنتاج الحليب 4 كلغ في اليوم، وترتفع إلى 10 كلغ بالنسبة لأفضل الأبقار. صغر حجمها يسمح لها بالعيش في المناطق القاحلة والجبلية. إنها قادرة على أن تتغذى على القليل من النباتات التي غالبًا ما تكون عديمة الفائدة للبشر. القطعان نادرة، حيث غالبًا ما يكون حيوانًا واحدًا أو اثنين لكل عائلة. الثيران هي حيوانات سهلة الانقياد وجيدة الجر.